# Rossawa (Fluss)
Die Rossawa (ukrainisch und russisch Росава) ist ein 90 km langer, linker Nebenfluss des Ros im Einzugsgebiet des Dnepr in der Ukraine.
Der Fluss mit einem Einzugsgebiet von 1720 km² und einem Gefälle von 0,93 m/ km entspringt im Dneprhochland nördlich vom Dorf Rassawka (Расавка) im Rajon Kaharlyk der Oblast Kiew. Er fließt zunächst in südliche Richtung durch die Stadt Kaharlyk, wendet sich bei der Stadt Myroniwka in Richtung Nordwesten und kurz hinter dem Dorf Masliwka in Richtung Südwesten. Vor ihrer Mündung durchfließt die Rossawa bei Konontscha, einem Dorf der Stadtgemeinde Kaniw, das Hydrologische Schutzgebiet Konontscha (Кононівський гідрологічний заказник Kononiwskyj hidrolohitschnyj sakasnyk), um beim Dorf Meschyritsch in der Oblast Tscherkassy schließlich in den Ros zu münden.